# Rynna Fletnowska
Rynna fletnowska – rynna polodowcowa, stanowiąca część Basenu Grudziądzkiego. 
Powstała w wyniku erozyjnej działalności wód roztopowych, płynących w lądolodzie pod ciśnieniem hydrostatycznym. Cała ma długość ok. 10 km, jej maksymalna szerokość 250 m, a głębokość 20 m. Jej dno jest płaskie i w przeważającej większości wypełnione osadami organicznymi, tj. gytia, która osadziła się w zbiorniku wodnym (Jezioro Fletnowskie o powierzchni 8 ha). Gytie przykrywa warstwa torfu powstałego w fazie zarastania jeziora. Miąższość osadów nie została dokładnie określona, ale z badań (według L. Roszkówny-1968) wynika, że w północnej części rynny w obrębie basenu miąższość gytii wynosi 7 m, a przykrywających je torfów 3,5 m. 